# Église Saint-Gilles d'Elliant
L'église Saint-Gilles est une église catholique située à Elliant, en France.

## Localisation
L'église est située dans le département français du Finistère, sur la commune d'Elliant.

## Description
L'église paroissiale Saint-Gilles, dédiée à saint Gilles, est de vaste dimension en raison de l'importance de la paroisse traditionnelle d'Elliant. Elle comprend une nef de 5 travées avec bas-côtés soutenus par des piliers octogonaux sur lesquels reposent de grandes arcades en plein cintre, un transept et un chœur ; l'église actuelle date pour l'essentiel du XVIIIe siècle, mais son clocher de style léonard à double galerie date du XVIIe siècle, ainsi que le porche situé sous le clocher, qui porte inscrit la date de 1660 et le nom "M:JEAN:GUILLOROUX". L'église est entourée de son enclos paroissial incluant un calvaire (la croix, érigée au XIXe siècle, est haute de 5 mètres ; ses fleurons tréflés représentent les instruments de la Passion. Son crucifix en fonte a été rajouté lors de la mission de 1937) et toujours le cimetière ; son entrée est une porte triomphale.
Son mobilier est riche ; il comprend notamment des statues anciennes en pierre (une Pietà et, sous le porche, une de saint Judicaël), d'autres en bois polychrome (saint Gilles, saint Maurille, saint Adrien, sainte Barbe, saint Isidore, saint Herbot, ainsi qu'une Pietà et un Crucifix), un maître-autel orné d'une retable portant les statues des Quatre Évangélistes, des fonts baptismaux ornés de godrons en granit, des vitraux (notamment de saint Gilles et de Notre-Dame du Bon Secours).

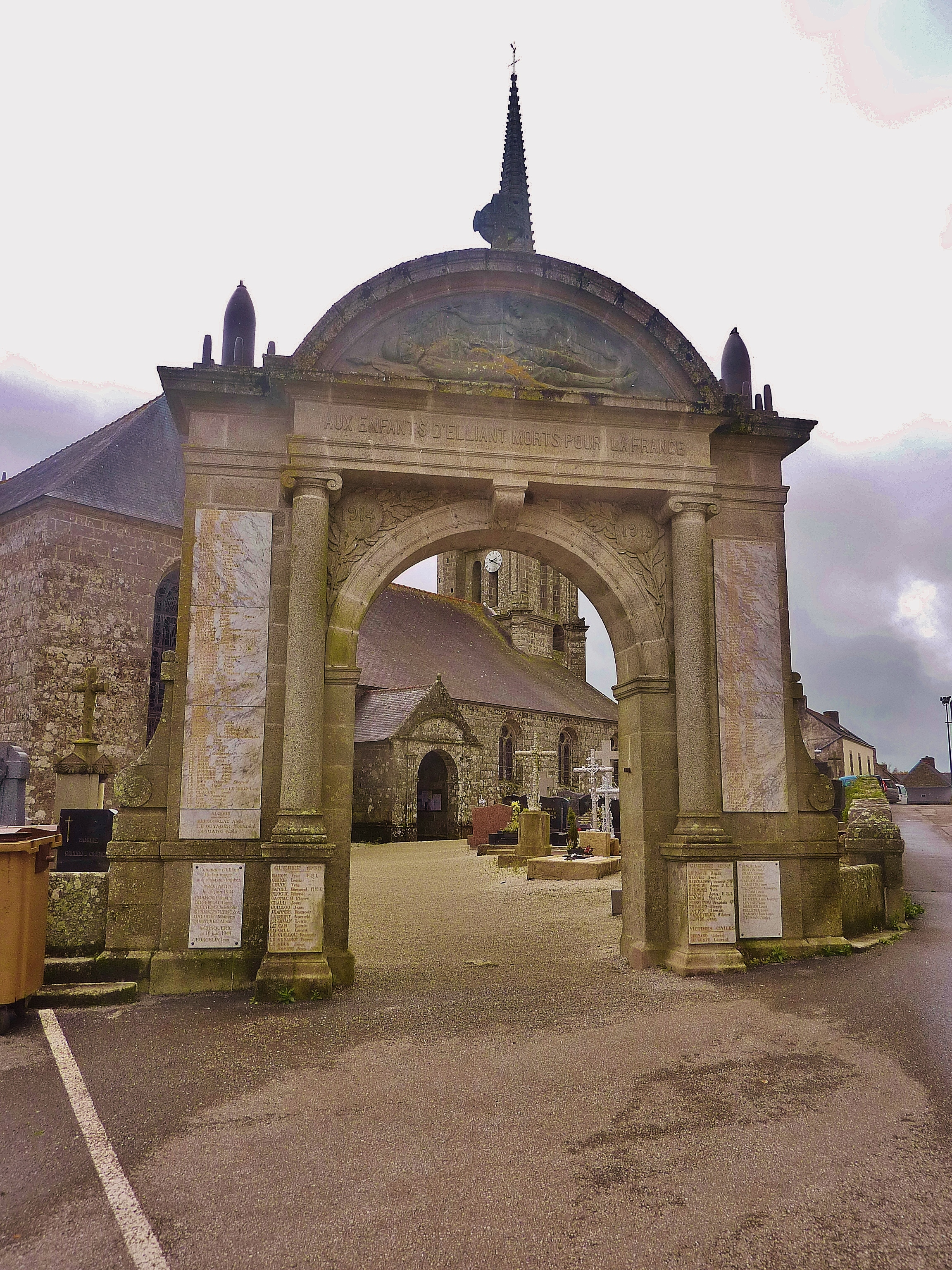
Église Saint-Gilles d'Elliant : porte triomphale de l'enclos paroissial.
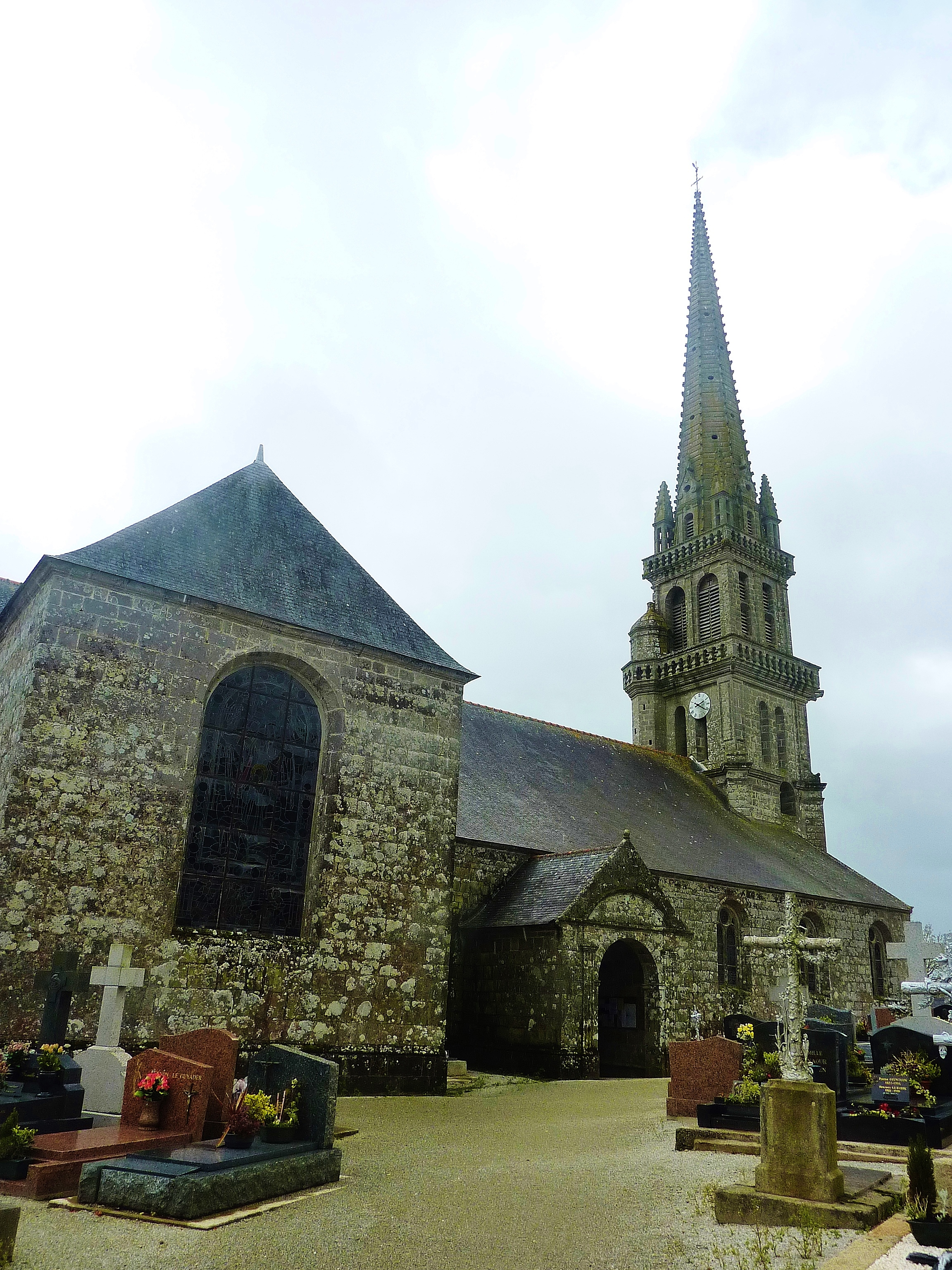
L'église paroissiale Saint-Gilles d'Elliant et le cimetière encore dans l'enclos paroissial.
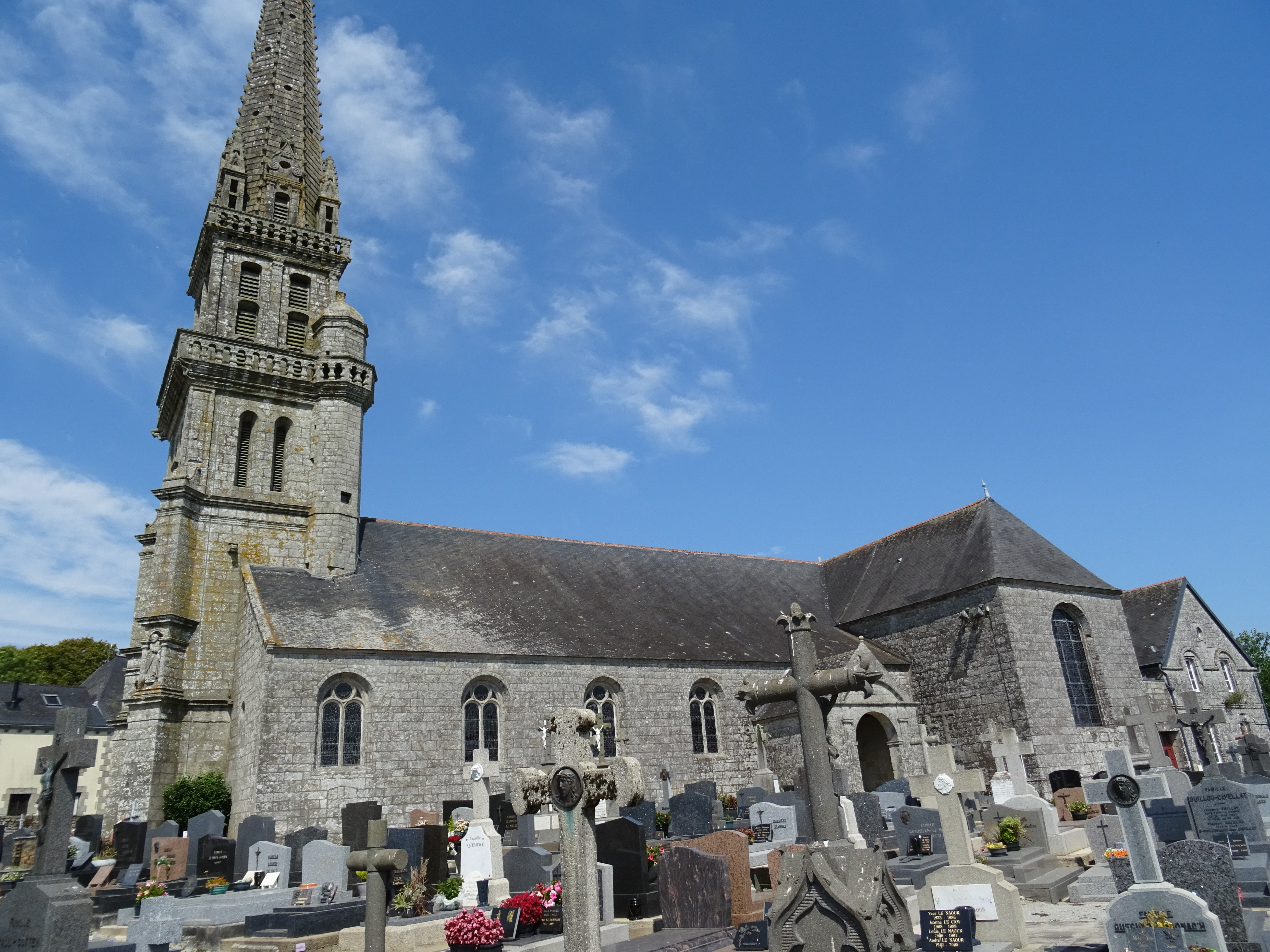
Église Saint-Gilles d'Elliant : vue latérale de l'église entourée du cimetière.
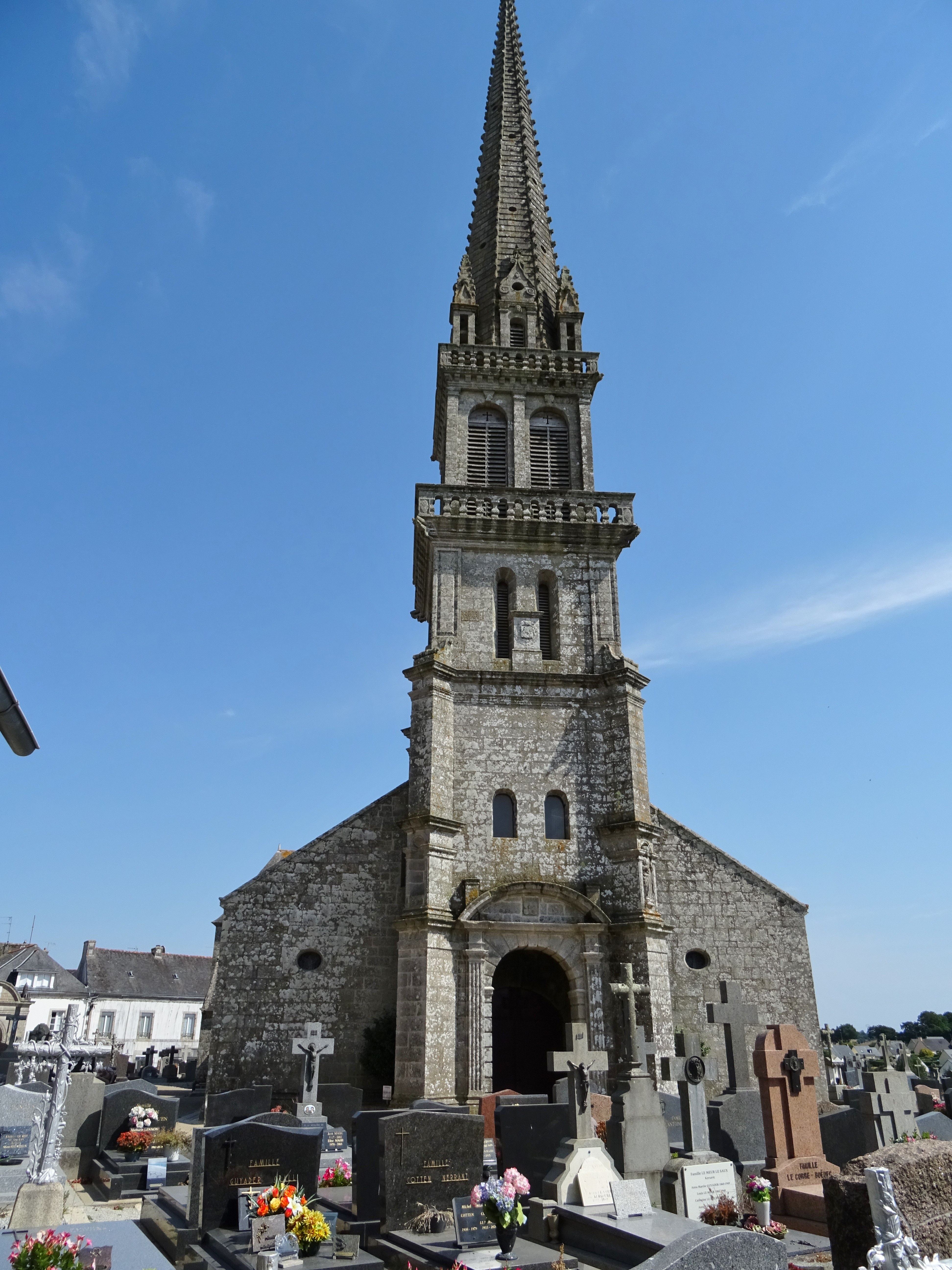
Église Saint-Gilles d'Elliant : façade et clocher.
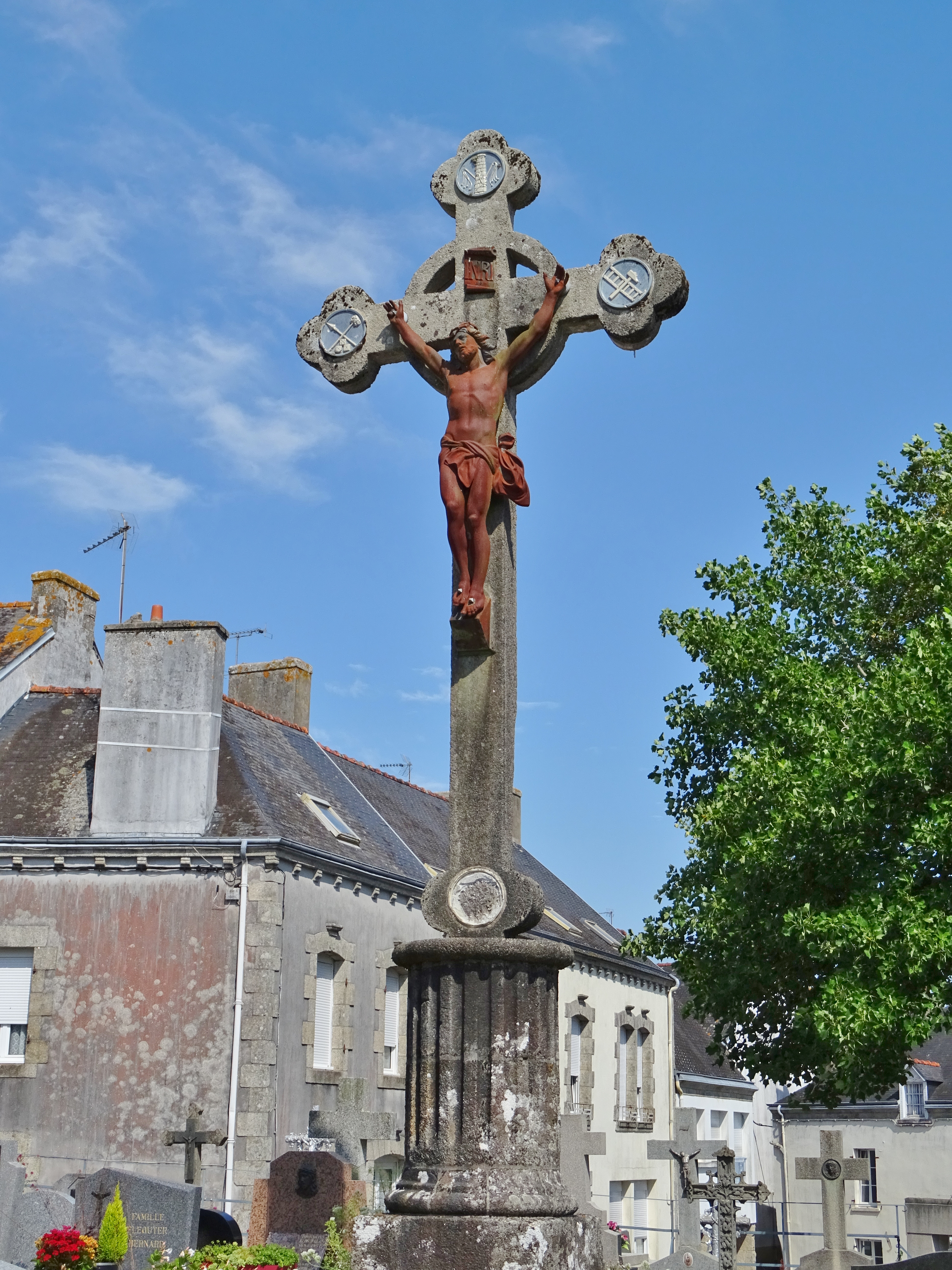
Église Saint-Gilles d'Elliant : la croix du cimetière dans l'enclos paroissial.

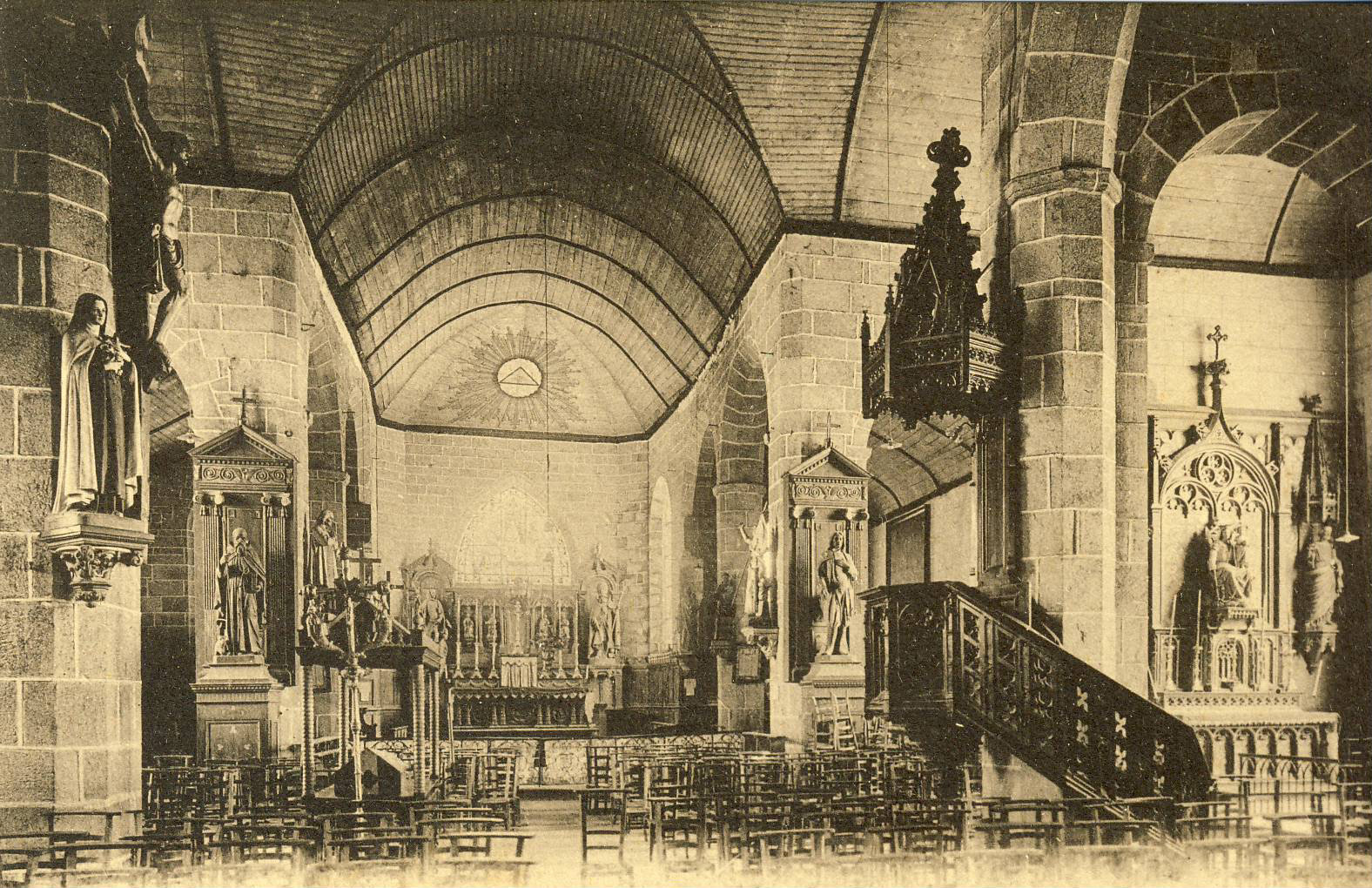
Église paroissiale saint-Gilles : vue intérieure (carte postale ancienne).
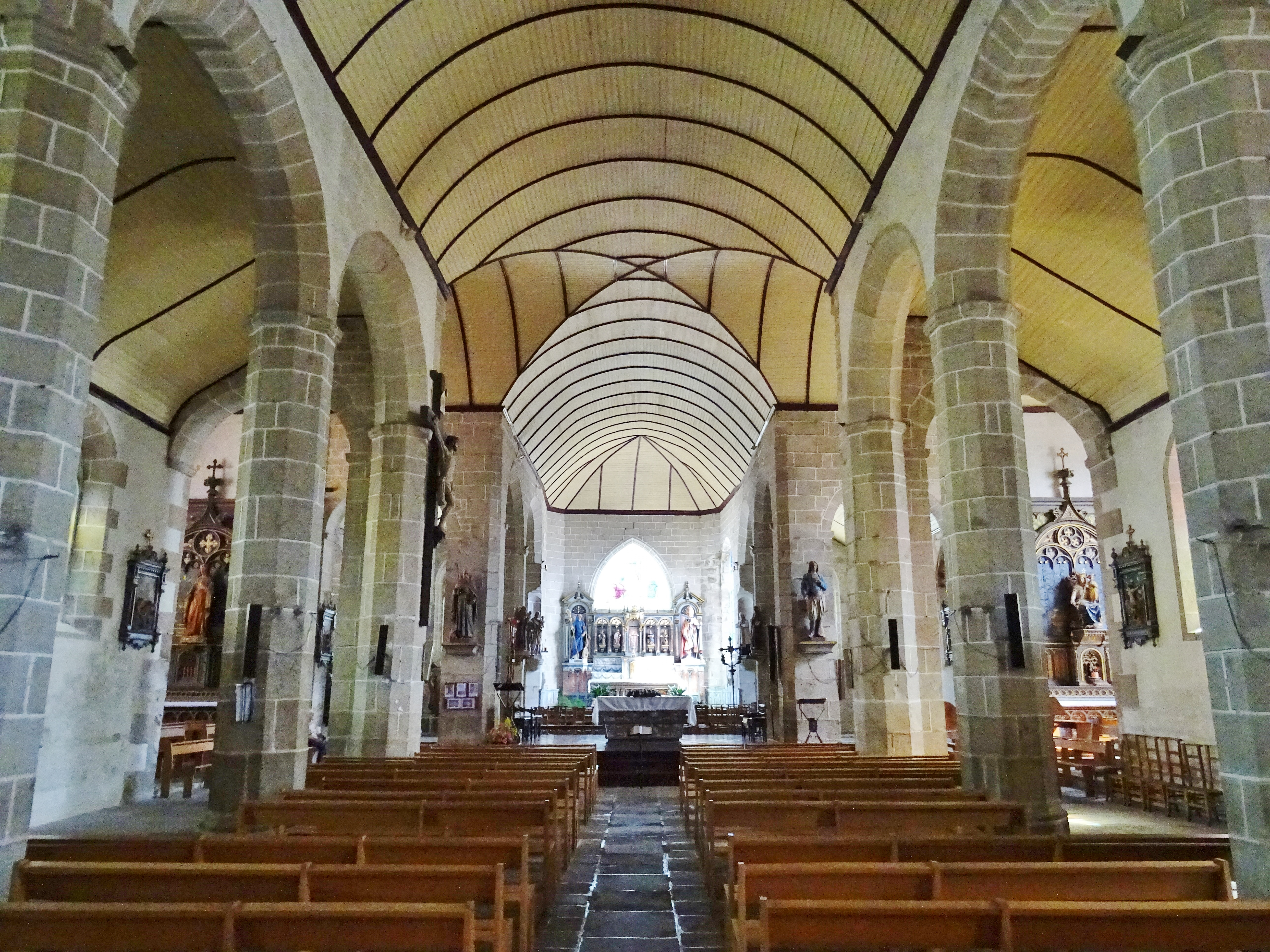
Église Saint-Gilles d'Elliant : vue intérieure d'ensemble.
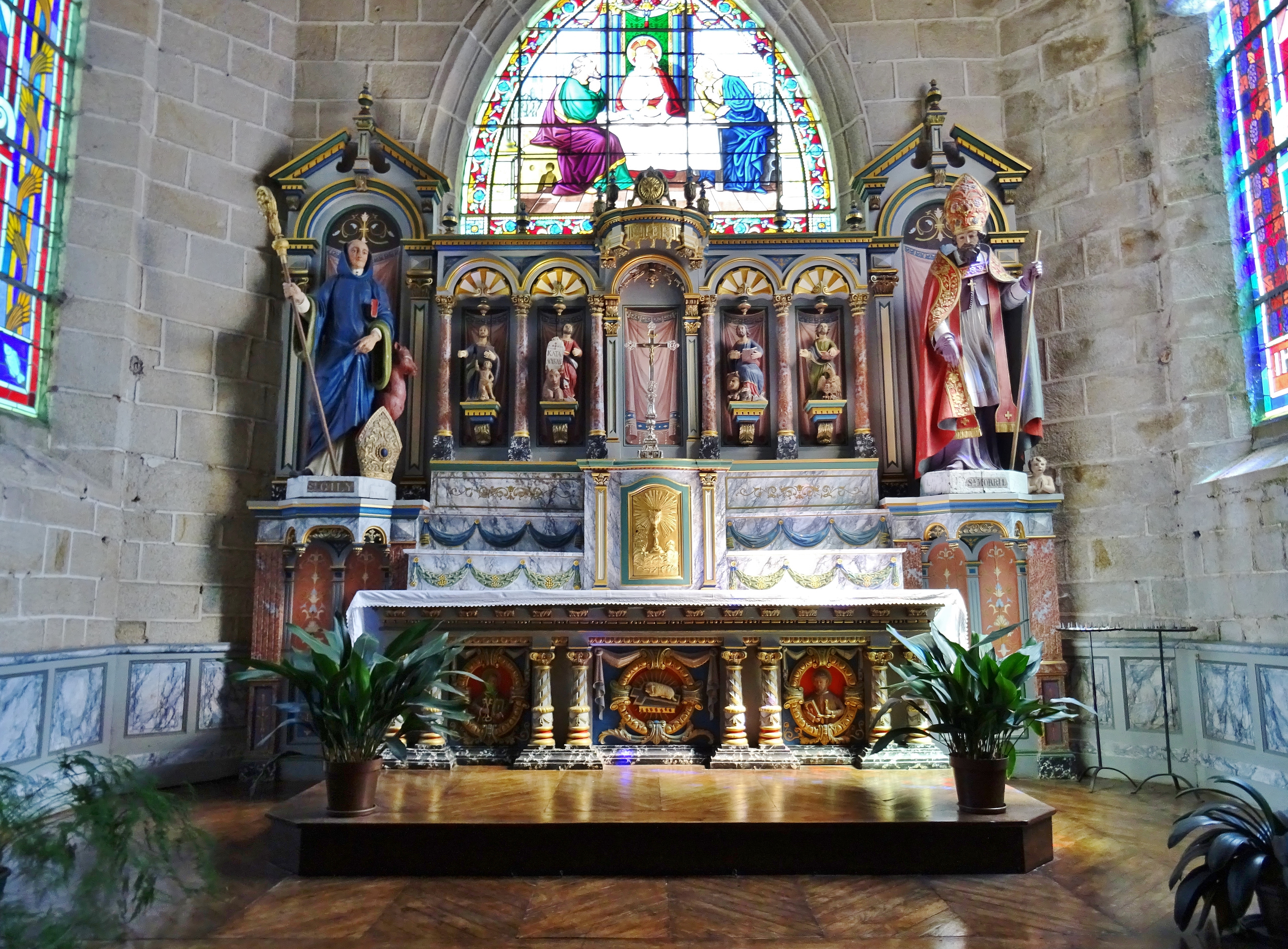
Église Saint-Gilles d'Elliant : le maître-autel (son retable représente les Quatre Évangélistes).
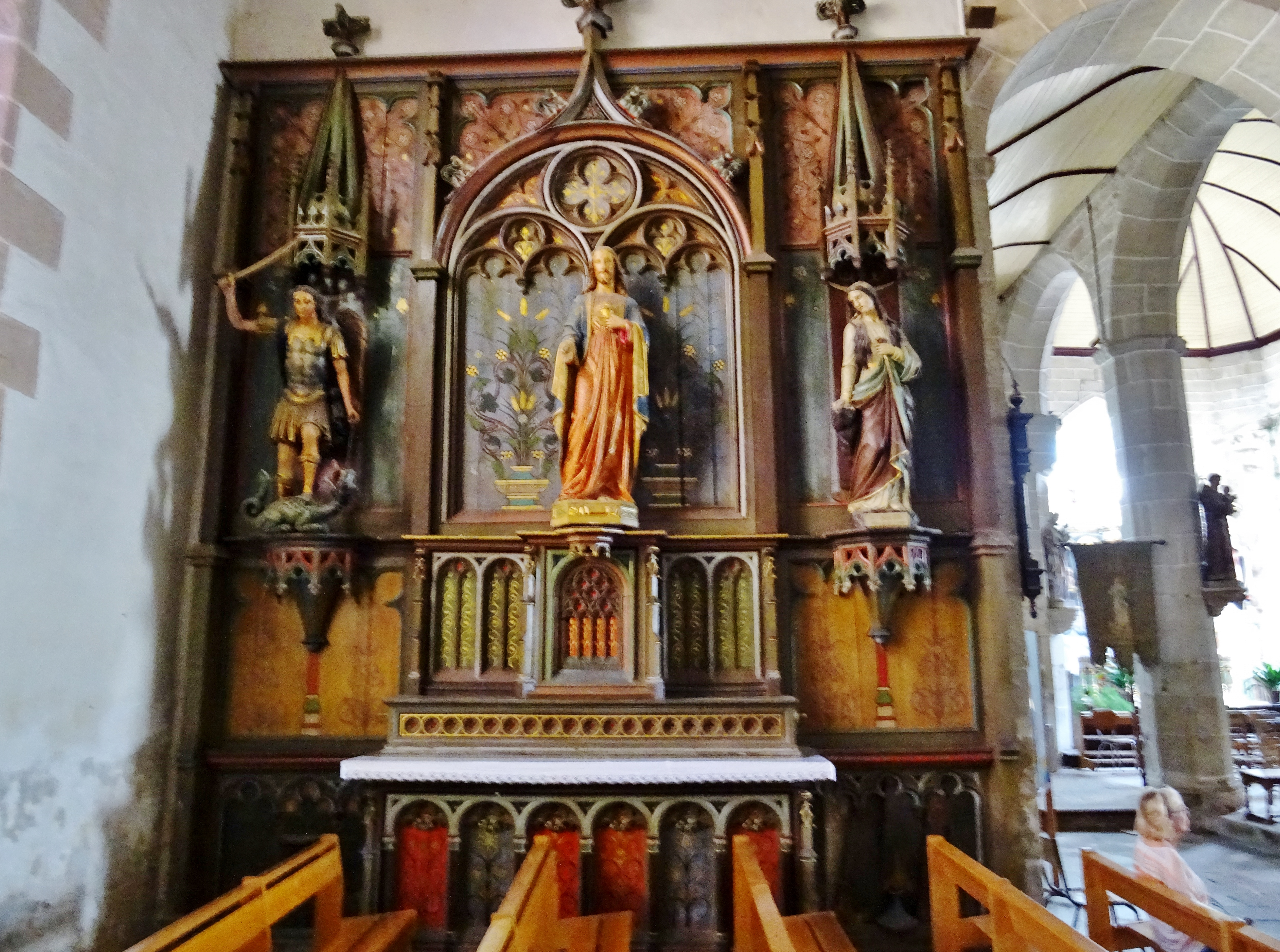
Église Saint-Gilles d'Elliant : autel du Sacré-Cœur (autel latéral) et son retable.
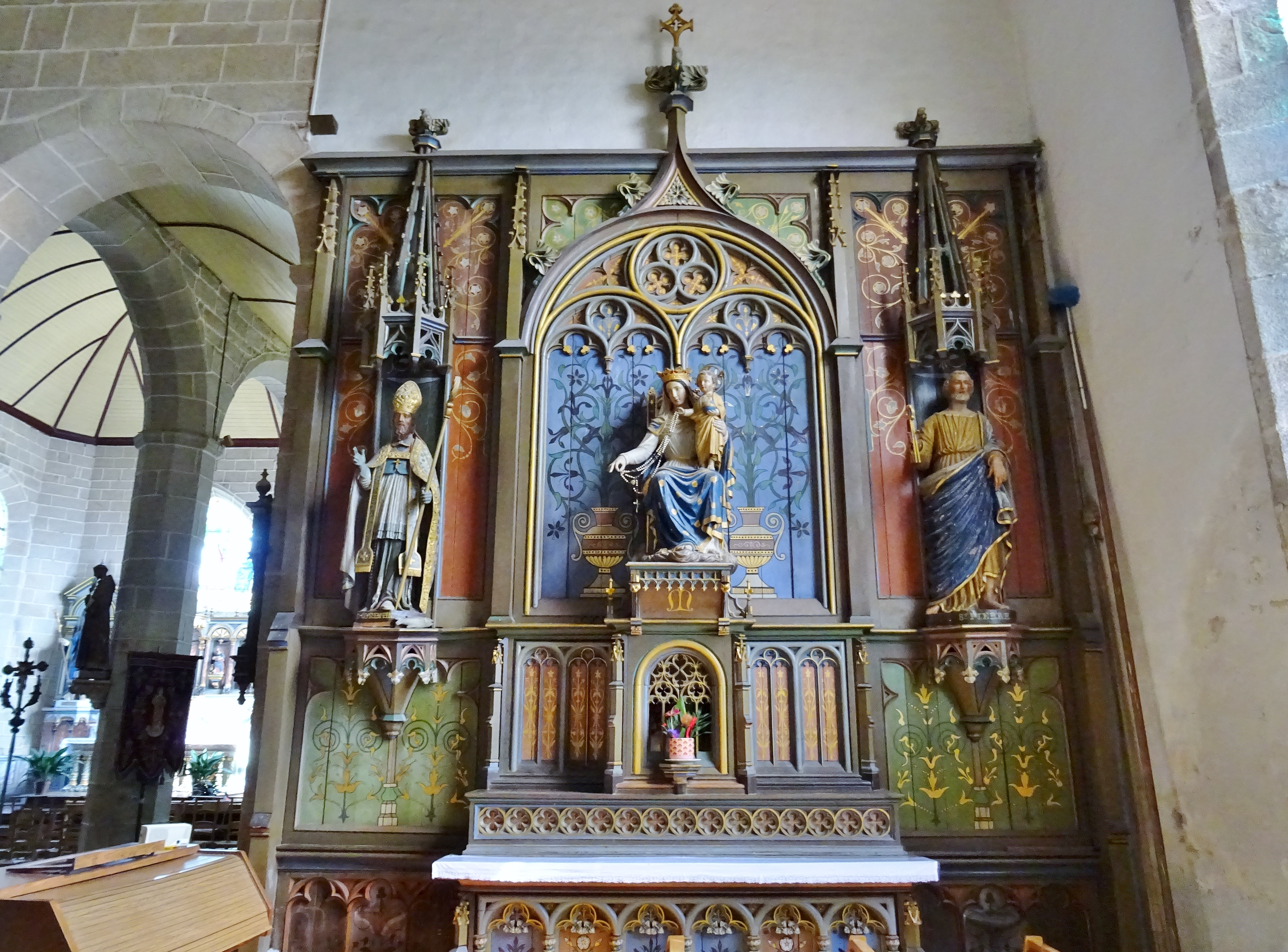
Église Saint-Gilles d'Elliant : autel de la Vierge (autel latéral) et son retable.
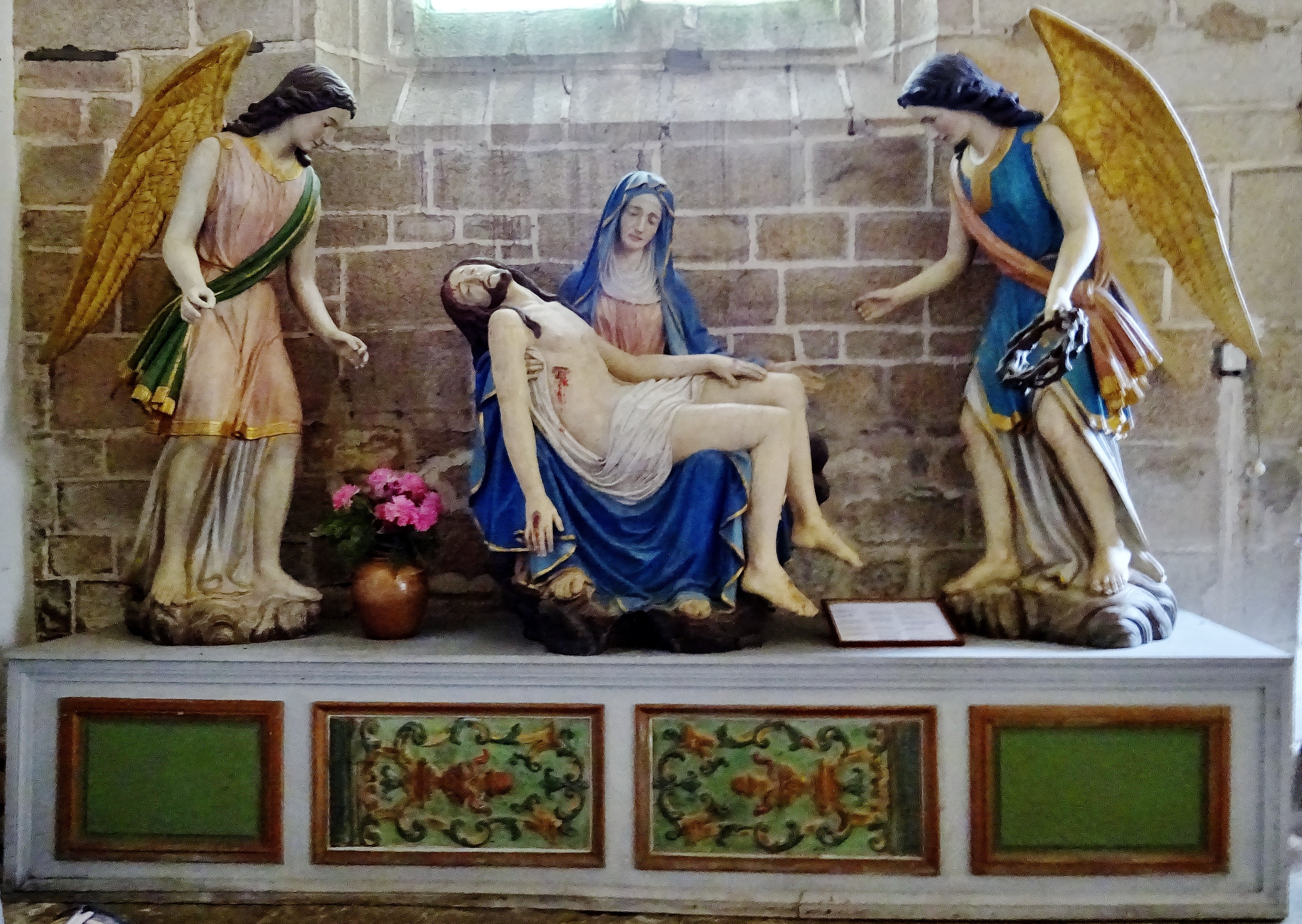
Église Saint-Gilles d'Elliant : Pietà.
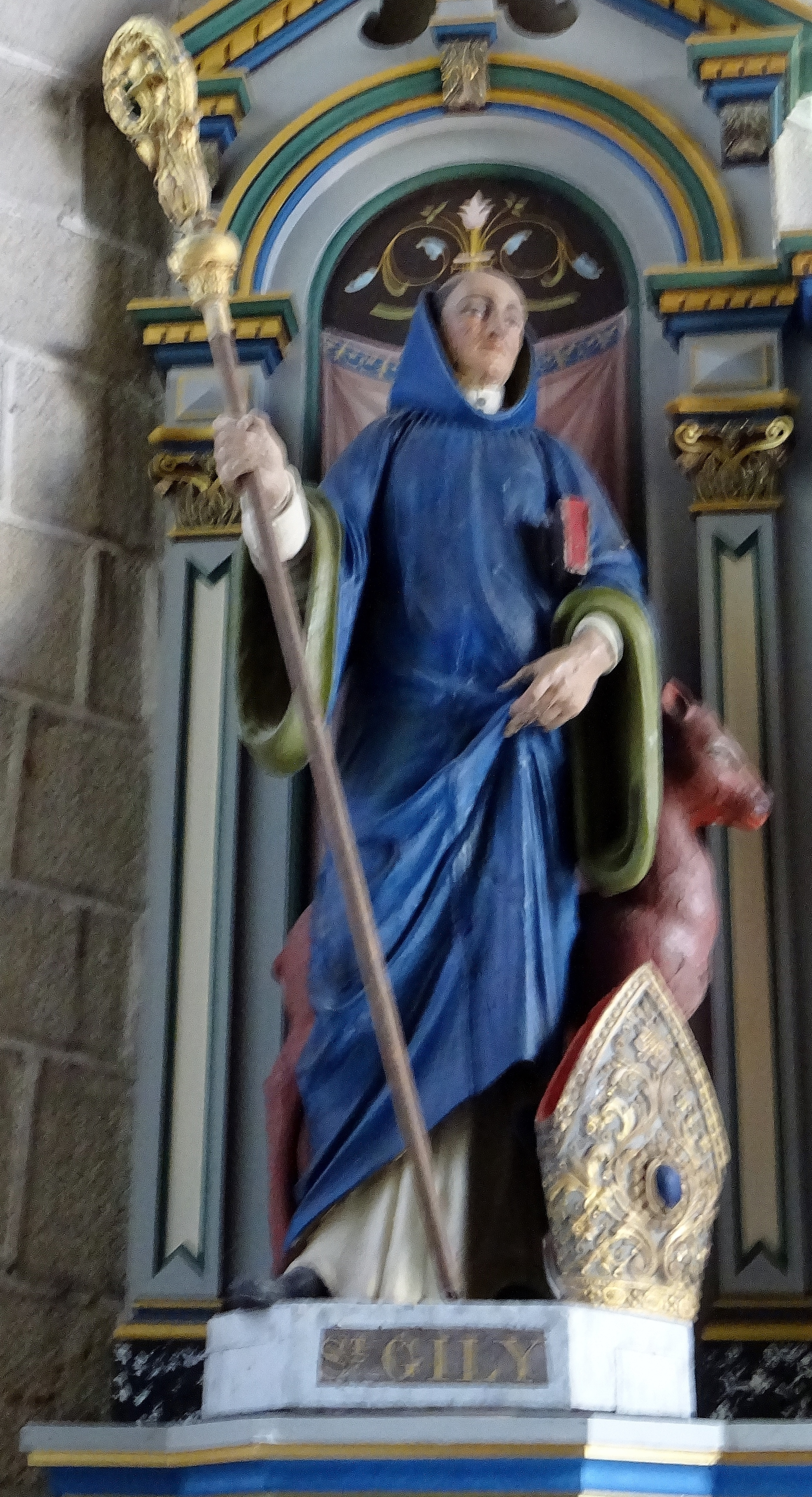
Église Saint-Gilles d'Elliant : statue de saint Gily (saint Gilles).
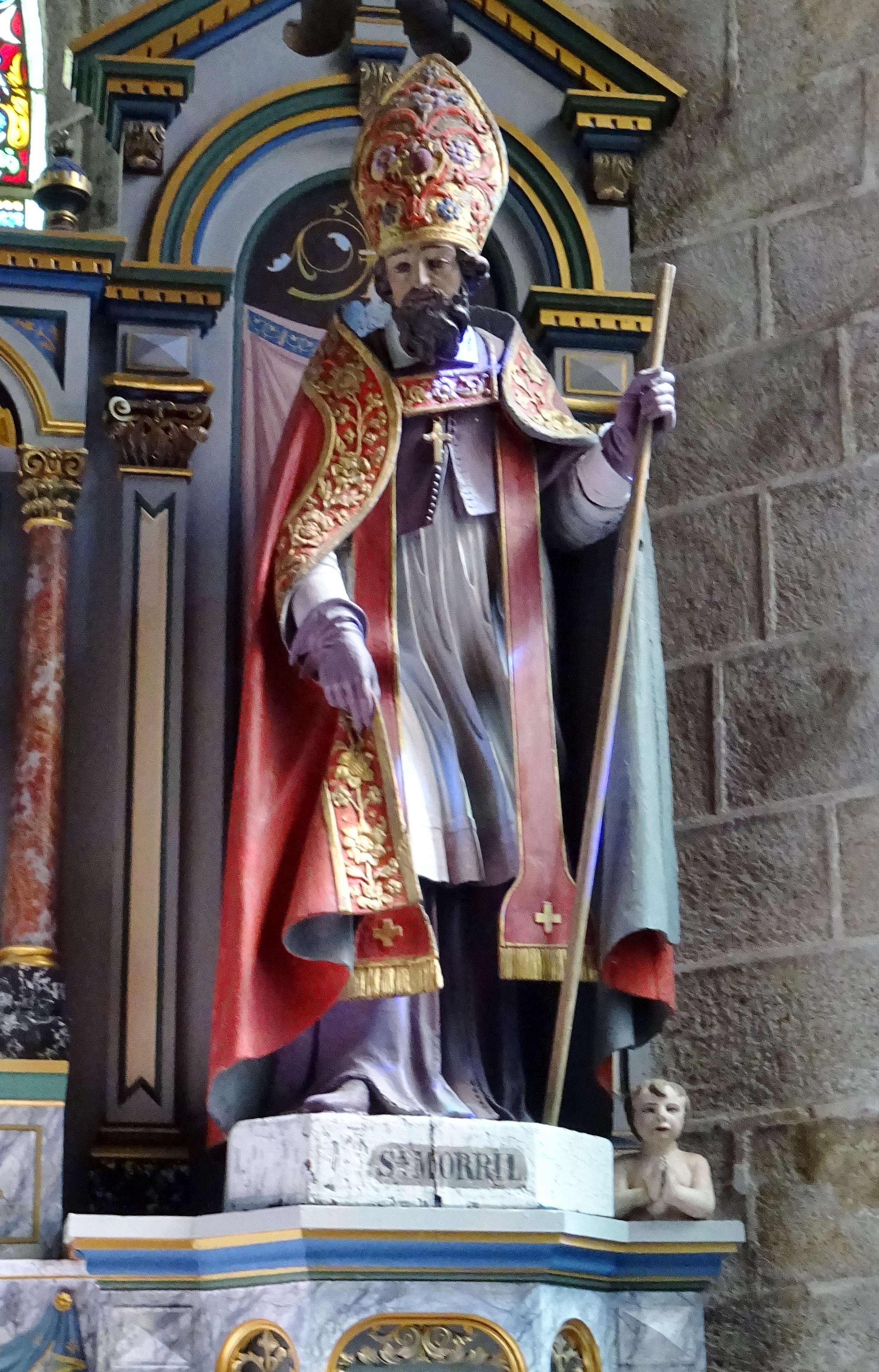
Église Saint-Gilles d'Elliant : statue de saint Morril (saint Maurille).
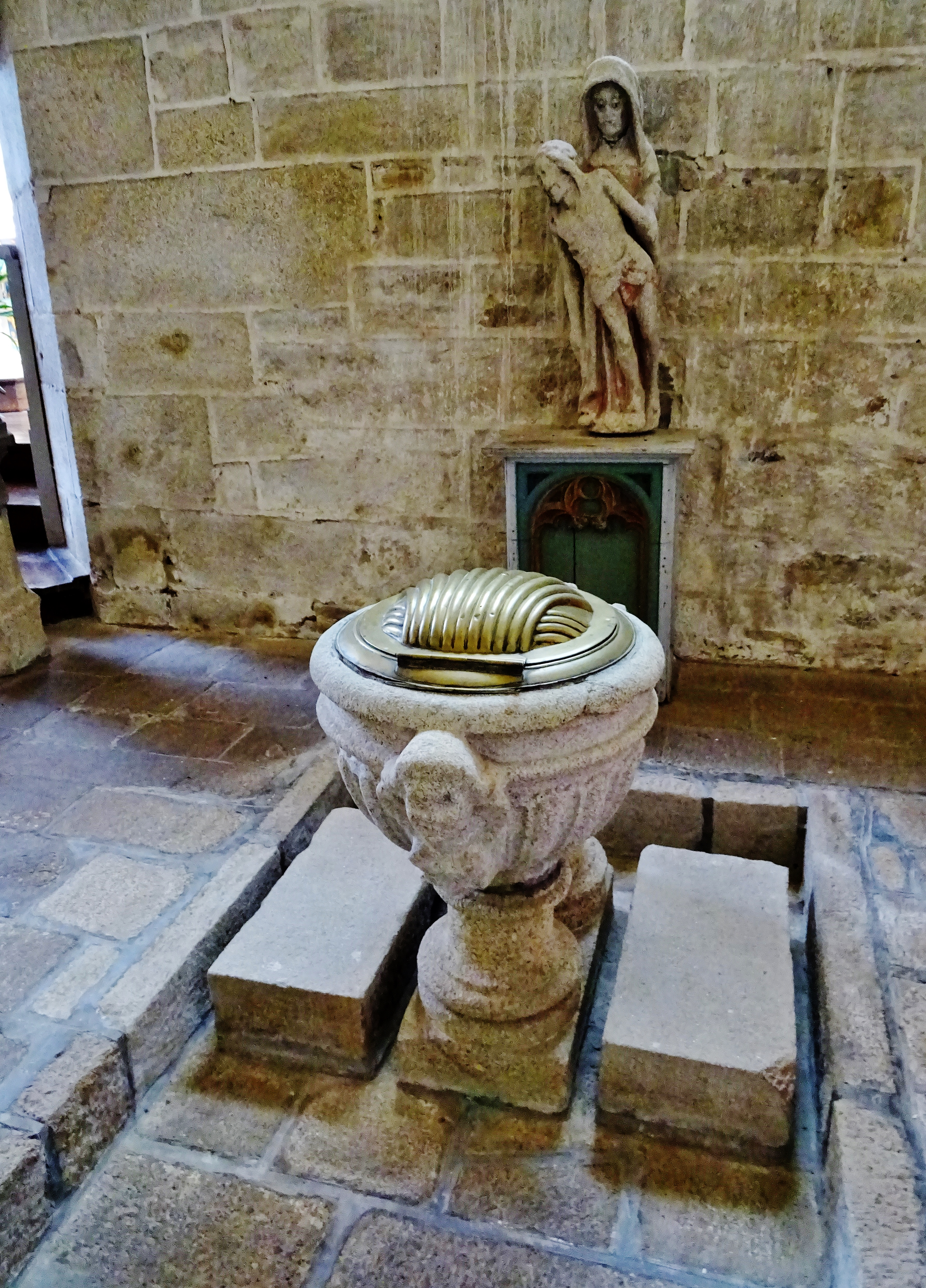
Église Saint-Gilles d'Elliant : les fonts baptismaux.

## Classement par les Monuments historiques
Le clocher est classé au titre des monuments historiques en 1924. L'église Saint-Gilles en totalité avec le sol du placître, l'enclos avec ses murs de soutènement et son échalier, le monument aux morts ainsi que l'ossuaire sont inscrits par arrêté du 15 septembre 2021.